# Laoguandi
Laoguandi är en köping i Kina. Den ligger i provinsen Liaoning, i den nordöstra delen av landet, omkring 340 kilometer väster om provinshuvudstaden Shenyang. Antalet invånare är 8 405. Befolkningen består av 4 154 kvinnor och 4 251 män. Barn under 15 år utgör 17,0 %, vuxna 15-64 år 73 %, och äldre över 65 år 9,0 %.
Genomsnittlig årsnederbörd är 539 millimeter. Den regnigaste månaden är juni, med i genomsnitt 132 mm nederbörd, och den torraste är januari, med 3 mm nederbörd.